# 国鉄トム4500形貨車
国鉄トム4500形貨車（こくてつトム4500がたかしゃ）は、かつて日本国有鉄道（国鉄）に在籍した無蓋貨車である。

## 概要
1944年（昭和19年）に、川崎車輛で台湾総督府鉄道向けに製造された、二軸無蓋車トタ50000形のうち、制海権喪失により台湾に発送できず本土に残っていた50両を、戦後の1946年（昭和21年）に購入したものである。番号は、トム4500 - トム4549で、国鉄では15トン積みとして使用した。形式番号が若いのは、車軸が短軸であるため、長軸形式の第一形式であるトム5000形の前に置いたためである。
本形式には、台湾向け貨車の特徴と戦時設計無蓋車の構造、そして国鉄トラ20000形とも異なる増積手法が見られ、興味深い。
台湾向け貨車の特徴としては、車軸が短軸であること、自動連結器の高さが本土向けより20 mm 高い900 mm であること、自動連結器が下作用式であること、連結器の緩衝器が輪ばね式であることである。特に短軸であるため台枠の構造が本土向け貨車と異なっており、台枠側梁と長土台間の距離が大きいため、長土台受けの構造が山型鋼を用いて強化されている。
戦時設計の特徴は、プレス部品を用いず形鋼組み立てとした軸箱守や妻柱、数の少ない蝶番板ボルトに見られ、台枠が標準構造と異なることから、晩年までその特徴を残していた。
増積手法としては、トラ20000形と同じくあおり戸を5枚側としたが、高さは同形式よりも低く、蝶番の位置（高さ）もトムと同じである。詳細図面が未発見のため推定であるが、あおり戸高さは180 mmの板を5枚用いた920 mmと、トム50000形（850 mm）とトラ20000形（975 mm）の中間であったと思われる。
車体の平面寸法はトム50000形を基本とし、あおり戸は片側2枚で、中央部の側柱は取り外し式となっている。その他の主要諸元は、全長8,056 mm、全幅2,740 mm、自重8.0 tである。下回りは軸距4,000 mmで、軸ばね受けは一段リンク式となっており、最高運転速度は65 km/hである。
その後も、汎用無蓋車として全国で使用されたが、1968年（昭和43年）10月1日国鉄ダイヤ改正では、全車が高速（最高速度75 km/h）化の対象から外され、「ロ」車として黄帯を標記し、北海道内に封じ込めて運用された。1968年度末には3両が在籍していたが、1970年（昭和45年）度に形式消滅となった。

## 改造

### ヤ10形
1961年（昭和36年）に本形式及びトム5000形、トム16000形、トム50000形より37両が青函連絡船石炭積込用車（職用車）に改造され形式名はヤ10形（ヤ10 - ヤ46）と定められた。函館及び五稜郭へ配属され運用された。　　　　　　　　　　　　
車体塗色は黒で、1968年（昭和43年）10月1日ダイヤ改正では高速化不適格車とされて最高速度65 km/hの指定車となり、識別のため記号に「ロ」が追加され「ロヤ」となり黄1号の帯を巻いた。
当初は石炭焚きであった連絡船であったがディーゼル化にともない徐々に数を減らし最後まで在籍した車両が1970年（昭和45年）に廃車となり形式消滅した。